# Dendrophthoe trigona
Dendrophthoe trigona är en tvåhjärtbladig växtart som först beskrevs av Wight & Arn., och fick sitt nu gällande namn av Danser och Hermenegild Santapau. Dendrophthoe trigona ingår i släktet Dendrophthoe och familjen Loranthaceae. Inga underarter finns listade i Catalogue of Life.